# 赵宣成帝
赵宣成帝（?—?），名字无考，新兴（今山西忻州市）匈奴人，刘防的儿子，刘曜的父亲。刘曜年幼时，他就死去，刘曜因此由刘渊抚养长大。318年，刘曜称帝，追尊自己的父亲为宣成皇帝。